# 1897 en Bretagne
 Chronologie de la Bretagne
- 1893
- 1894
- 1895
- 1896
- 1897
- 1898
- 1899
- 1900
- 1901

Cette page recense des événements qui se sont produits durant l'année 1897 en Bretagne.

## Société

### Naissance
- 15 août à Saint-Avé (Morbihan) : Henri Baruk, mort le 14 juin 1999 à Saint-Maurice (Val-de-Marne), psychiatre français.

### Décès
- 6 novembre à Vannes : Jean-Marie Bécel, né à Beignon le 1er août 1825, ecclésiastique qui fut évêque de Vannes  de 1866 à 1897.